# Anomala vetula
Anomala vetula är en skalbaggsart som beskrevs av Christian Rudolph Wilhelm Wiedemann 1821. Anomala vetula ingår i släktet Anomala och familjen Rutelidae. Inga underarter finns listade i Catalogue of Life.